# 歌舞杂耍表演
歌舞杂耍表演（法語：vaudeville），又称滑稽通俗喜剧，是在19世纪后期至20世纪30年代流行于美国和加拿大剧场的一种综艺娱乐节目，主要表演魔术、杂技、喜剧、驯兽、耍把戏、歌舞等节目。歌舞杂耍表演起源于多种艺术形式，包括滑稽模仿、吟游技艺等。歌舞杂耍表演被誉为“美国演艺界的心脏”，是北美几十年里最流行的娱乐形式之一。